# Matthias Bachinger
Matthias Bachinger (* 2. dubna 1987, Mnichov) je německý profesionální tenista. Ve své dosavadní kariéře na okruhu ATP World Tour nevyhrál žádný turnaj. Na challengerech ATP a okruhu Futures získal k září 2011 tři tituly ve dvouhře a tři ve čtyřhře.
Na žebříčku ATP byl nejvýše ve dvouhře klasifikován v srpnu 2011 na 85. místě a ve čtyřhře pak ve stejný měsíc na 159. místě. K roku 2011 jej trénoval Markus Wislsperger.

## Finálové účasti na turnajích ATP World Tour
| Legenda (před/od 2009)                                          |
| Grand Slam (0–0)                                                |
| Tennis Masters Cup / ATP World Tour Finals (0–0)                |
| ATP Masters Series / ATP World Tour Masters 1000 (0–0)          |
| ATP International Series Gold / ATP World Tour 500 Series (0–0) |
| ATP International Series / ATP World Tour 250 Series (0–1 Č)    |

### Čtyřhra: 1 (0–1)
| Stav      | Č. | Datum             | Turnaj       | Povrch | Spoluhráč   | Finalisté                    | Výsledek         |
| Finalista | 1. | 24. července 2011 | Atlanta, USA | tvrdý  | Frank Moser | Alex Bogomolov Matthew Ebden | 6–3, 5–7, [8–10] |

## Finále na challengerech ATP a okruhu Futures
| Legenda (dvouhra) |
| ----------------- |
| Challengery (3–5) |
| Futures (0–0)     |

### Dvouhra: 8 (3–5)
| Stav      | Č. | Datum              | Turnaj       | Povrch      | Soupeř ve finále       | Výsledek            |
| Vítěz     | 1. | 4. listopadu 2007  | Louisville   | tvrdý (h)   | Donald Young           | 0–6, 7–5, 6–3       |
| Finalista | 1. | 9. března 2008     | Kjóto        | koberec (h) | Go Soeda               | 7–6(7–0), 2–6, 6–4  |
| Finalista | 2. | 31. srpna 2008     | Freudenstadt | antuka      | Simon Greul            | 6–3, 6–4            |
| Vítěz     | 2. | 14. listopadu 2010 | Loughborough | tvrdý (h)   | Frederik Nielsen       | 6–3, 3–6, 6–1       |
| Finalista | 3. | 27. března 2011    | Pingguo      | tvrdý       | Go Soeda               | 6–4, 7–5            |
| Vítěz     | 3. | 17. dubna 2011     | Athény       | tvrdý       | Dmitrij Tursunov       | bez boje            |
| Finalista | 4. | 5. června 2011     | Nottingham   | tráva       | Gilles Müller          | 7–6(7–4), 6–2       |
| Finalista | 5. | 17. července 2011  | Granby       | tvrdý       | Édouard Roger-Vasselin | 7–6(11–9), 4–6, 6–1 |

### Čtyřhra: 6 (3–3)
| Legenda (čtyřhra) |
| ----------------- |
| Challengery (3–3) |
| Futures (0–0)     |

| Stav      | Č. | Datum             | Turnaj    | Povrch      | Spoluhráč        | Finalisté                        | Výsledek          |
| Finalista | 1. | 12. května 2008   | Sanremo   | antuka      | Daniel Brands    | Harel Levy Jim Thomas            | 6–4, 6–4          |
| Vítěz     | 1. | 13. července 2009 | Rimini    | antuka      | Dieter Kindlmann | Leonardo Azzaro Marco Crugnola   | 6–4, 6–2          |
| Vítěz     | 2. | 21. června 2010   | Marburg   | antuka      | Denis Gremelmayr | Guillermo Olaso Grega Žemlja     | 6–4, 6–4          |
| Vítěz     | 3. | 27. února 2011    | Wolfsburg | koberec (h) | Simon Stadler    | Dominik Meffert Frederik Nielsen | 3–6, 7–63, [10–7] |
| Finalista | 2. | 17. dubna 2011    | Athény    | tvrdý       | Benjamin Becker  | Colin Fleming Scott Lipsky       | bez boje          |
| Finalista | 3. | 17. července 2011 | Granby    | tvrdý       | Frank Moser      | Karol Beck Éd. Roger–Vasselin    | 6–1, 6–3          |